# Archivio storico Sefar
L'Archivio storico Sefar (in tedesco Historisches Archiv Sefar), con sede a Heiden, raccoglie i documenti relativi alla storia dei principali produttori svizzeri di tessuti di seta, oggi riunitisi nel gruppo Sefar. È classificato dal governo svizzero come bene culturale di importanza nazionale.

## Storia
L'archivio fu fondato nel 2005 in occasione dei 175 anni dalle origini del gruppo.